# Adventures in the Magic Kingdom
Adventures in the Magic Kingdom est un jeu vidéo de plates-formes, développé et édité par Capcom, sorti en 1990 sur Nintendo Entertainment System.

## Intrigue
Mickey, Donald et Dingo s'apprêtent à ouvrir la grande parade dans le parc Disneyland, en Californie. Seulement, Dingo a perdu la clé de la grille du parc, empêchant ainsi la parade de commencer.
Mickey demande donc au jeune visiteur du parc que le joueur incarne, de trouver six clés dissimulées dans le Royaume, grâce auxquelles la grille pourra s'ouvrir et la parade débuter.
Cinq clés sont cachées à l'intérieur des différentes attractions du parc, la sixième étant accrochée au collier de Pluto.

## Système de jeu
Le jeu est divisé en deux parties :
- tout au long du jeu, le héros peut se promener dans le parc pour accéder aux différentes attractions. C'est également dans cette phase que l'on peut obtenir la sixième clé du collier de Pluto, en répondant aux questions posées par d'autres visiteurs.
- les cinq attractions consistent en différents niveaux qui disposent chacun de leur propre gameplay. Ainsi, le joueur pourra passer des phases de plate-forme pure (Haunted Mansion, Pirates of the Caribbean) à des phases de courses (Autopia) ou d'adresse (Space Mountain, Big Thunder Mountain).

## Niveaux
Il existe autant de niveaux que de clés à obtenir, la sixième pouvant être obtenue à tout moment dans le parc, en dehors des attractions.
- Pirates of the Caribbean
- Haunted Mansion
- Big Thunder Mountain
- Autopia
- Space Mountain
- Questions Disney (le joueur doit répondre aux questions de différents enfants sur l'univers de Disney ; à chaque bonne réponse, les enfants donnent l'emplacement de la clé qui sera finalement obtenue après que le dernier l'aura décrochée du collier de Pluto).